# Георги Минев
Георги Минев Николов с псевдоним „Чапай“ е участник в Съпротивителното движение в България по време на Втората световна война. Български офицер (генерал-лейтенант) и военен деец.

## Биография
Георги Минев е роден на 30 ноември 1919 година в с. Антон, Пирдопско. Основно образование получава в родното си село, а гимназия учи в Копривщица. Работи като дърводелски работник в Средногорие и като горски работник (1936 – 1938). Отбива редовната си военна служба от 1939 до 1941 г. Член е на РМС от 1935, а на БКП от 1942 г.
Участва в Съпротивителното движение по време на Втората световна война. Първоначално е ятак на партизаните, а от 30 март 1944 г. е партизанин. Първоначално е командир на чета в 3 батальон на Партизанска бригада „Чавдар“, а от август 1944 г. е командир на първи батальон от бригадата. На 9 септември 1944 г. участва в установяването на властта на ОФ в Ихтиман, Костенец, Долна Баня. Участва в първата фаза на Втората световна война като командир на рота.
След войната служи в Българската армия. Завършва Военното училище и Генералщабна академия. Влиза в МВР през 1955 г. Достига до звание генерал-лейтенант през 1969 г. Началник на Софийско градско управление на МВР в периода 28 февруари 1969 – 20 май 1981 г. Член е на Централната контролно-ревизионна комисия на БКП от 1971 до 1981 г., а след това до 1990 г. е заместник-председател на комисията. Умира на 10 септември 2001 г. в София.
Носител на званието „Герой на социалистическия труд на България“ (указ № 2138 от 29 ноември 1979), 2 ордена „Народна република България“ – I ст., и на орден „Народна република България“ II ст. и III ст., орден „Народна свобода 1941-1944 г.“ – II ст., орден „9 септември 1944 г.“ – I ст., II ст., III ст., орден „За храброст“, орден „Червено знаме“, съветски орден „Червена звезда“.